# Derodontídeos
Derodontídeos (Derodontidae) é uma família de besouros, em sua própria superfamília, Derodontoidea, às vezes conhecida como besouros de fungo com pescoço de dente. Os besouros desta família são pequenos, entre 2 e 6 mm de comprimento, tipicamente com margens espinhosas em seu pronoto (parte do tórax) que lhes dão seu nome, embora o gênero Laricobius não tenha esses espinhos. Incomum entre os besouros, eles têm dois ocelos no topo de suas cabeças.
Eles estão relacionados com os Bostrichoidea, que inclui os besouros do relógio da morte, besouros de pele, e outros subgrupos.
Algumas espécies se alimentam de fungos limosos, mas as larvas e adultos do gênero Laricobius são predadores de adelgids lanudos que atacam coníferas, e espécies deste gênero são usadas como agentes de controle biológico nos Estados Unidos para o controle de adelgid lanoso de bálsamo e adelgid lanoso de cicuta.
Existem 42 espécies em 4 gêneros e 3 subfamílias. A família inclui:
- Subfamília Derodontinae
  - Gênero Derodontus (11 espécies)
- Subfamília Laricobiinae
  - Gênero Laricobius (23 espécies)
  - Gênero Nothoderodontus (6 espécies)
- Subfamília Peltasticinae
  - Gênero Peltastica (2 espécies)

Um gênero fóssil, Juropeltastica , é conhecido do Jurássico Médio (~ 163 milhões de anos) Daohugou Beds da China.